# Syndrome de l'artère mésentérique supérieure
Le Syndrome de la pince aorto-mésentérique supérieure (SPAM) ou syndrome de Wilkie est un désordre gastro-vasculaire dans lequel la troisième partie du duodénum (D3) est comprimée entre l'aorte abdominale (AA) et l'artère mésentérique supérieure. Ce syndrome est rare. Il est généralement causé par un angle de 6°-25° entre l'aorte et l’artère mésentérique, en comparaison à la gamme normale de 38°-56°. Il survient par un manque de graisse mésentérique, ayant plusieurs causes possibles: dénutrition, hypercatabolisme,. Ce syndrome peut se manifester chez les adultes et chez les enfants.

## Clinique
- Vomissements alimentaires ou bilieux
- Douleur post-prandiale à siège épigastrique
- Amaigrissement

## Traitement
D'abord médical, il consiste à renforcer graisse péri-viscérale (sonde naso-gastrique, apport hydroélectrolytique et métabolique, position). En l'absence d'amélioration des symptômes, le traitement est chirurgical. Il peut consister soit à court-circuiter l'obstruction duodénale (gastro-jéjunostomie), soit à déplacer le duodénum à droite de l'artère mésentérique supérieure en sectionnant une partie du muscle de Treitz (Angle duodénojéjunal).